# Нугманова, Илюза Кагармановна
Илюза Кагармановна Нугманова (род. 22 августа 1972, Баймак, Башкирская АССР) — танцовщица, народная артистка Республики Башкортостан (2009), заслуженная артистка Республики Башкортостан (2001).

## Биография
Нугманова Илюза Кагармановна родилась 22 августа 1972 года в городе Баймак БАССР.
В 1990 году окончила Уфимское хореографическое училище, занималась в классе М. А. Каримова.
В 2008 году успешно окончила Санкт-Петербургскую Академию русского балета имени А. Я. Вагановой, занималась у педагога Н. Б. Тарасовой.
2014 год- ГБОУ  ВПО Башкирская академия государственной службы и управления при Президенте Республики Башкортостан по специальности государственного и муниципального управления.
2017 году- ФГБОУ ВО  БГПУ им.М.Акмуллы, в сфере дополнительного образования детей и взрослых.
В 1990—2013 годах солистка Ансамбля народного танца имени Ф.Гаскарова.
В 2006—2008 годах одновременно преподавала в Академии ВЭГУ и Уфимском институте искусств, в 2010—13 годах — в Башкирском государственном педагогическом университете имени М. Акмуллы.
С 2013 года является директором Дома детского юношеского творчества «Орион».
С 2015 года работает в фольклорном ансамбля песни и танца «Мирас».

## Творчество
Искусство Нугмановой характеризуется сочетанием яркого темперамента, актёрского мастерства и виртуозной техники. Её танцы отличается чёткостью и точностью технического исполнения. Исполняля сольные партии в танцах "Бүләк" («Подарок»), "Гульназира", "Зарифа",  "Бурзяночки", "Ритмы и мелодии Бангладеш",  "Индийский танец",  "Кадриль", "Ҡороҡсолар" («Укротители»), "Кәркәүек" («Краковяк»), "Шаян ҡыҙҙар" («Проказницы»), "Яҙғы ташҡын" («Весенний поток»),  и во многих других.
Танцевала на сценах Кремлёвского дворца, концертном залов имени П. И. Чайковского, «Россия», «Октябрьский» (С.-Петербург) и других.

## Награды
- Заслуженная артистка Республики Башкортостан (2001)
- Народная артистка Республики Башкортостан (2009).
- Почетная грамота Государственного Собрания - Курултай Республики Башкортостан (2012)[3].
- Почетная грамота Министерство культуры Республики Башкортостан (2012).
- Благодарственное письмо Администрация Демского района г.Уфы Республики Башкортостан (2015).
- Благодарственное письмо Администрация городского округа город Уфа Республика Башкортостан (2016)[4].